# Pavías
Pavías es un municipio de la Comunidad Valenciana, España. Situado en la provincia de Castellón, en la comarca del Alto Palancia. Situado en la zona occidental de la Sierra de Espadán. Cuenta con una población de 73 habitantes (INE 2024). Se trata de un municipio hispanófono, en el que el español cuenta con el predominio lingüístico reconocido legalmente.

## Geografía
Su término municipal se encuentra situado íntegramente dentro del parque natural de la Sierra de Espadán por lo que presenta un relieve muy accidentado. Se encuentra surcado por el barranco de Pavías y la rambla del Perrudo. En él destacan alturas como los picos de Peñalba (881 m) y Huesa (872 m).

### Barrios
Calle la fuente, calle alta, plaza mayor, calle eras, calle mayor.

### Localidades limítrofes
Caudiel, Gaibiel, Higueras, Matet, Torralba del Pinar y Villamalur.

## Historia
Las primeras referencias de la localidad se sitúan en el siglo XI y la vinculan al castillo de Almonecir, que dominaba los actuales términos de Algimia de Almonacid, Matet, Pavías y la Vall de Almonacid aunque no se conserva ningún resto de esta época.
La zona fue reconquistada por Jaime I en 1238 quien la dónó el 22 de mayo del mismo año a Berenguer de Palou, obispo de Barcelona. Más adelante, la posesión llegó a manos de Sancha Ferrandis, como sucesora del primer dueño de la localidad, quien se casó con Jaime Pérez, hijo de Pedro IV, para el cual había creado el señorío de Segorbe por lo que ambos señoríos quedaron unidos. Dicha unión permaneció hasta 1430 debido a que Alfonso V se anexionó las posesiones de Fadrique, conde de Luna debido a su traición en la guerra que había mantenido contra Castilla. En 1437, el rey vendió el castillo de Almonecir a Vidal de Castellá.
Tras diversas herencias, el castillo de Almonacir recayó en manos de la casa ducal de Cardona, que estaba unida al ducado de Segorbe desde 1562. Aunque este hecho fue efímero debido a que el 8 de mayo de 1581 fue vendida a don Dionisio de Reus que la cedió a la condesa de Aranda.

## Administración
| Periodo   | Nombre                       | Partido |
| --------- | ---------------------------- | ------- |
| 1979-1983 | Esteban Esteban, José        | UCD     |
| 1983-1987 | Esteban Martín, Fernando     | AP      |
| 1987-1991 | Esteban Martín, Fernando     | PP      |
| 1991-1995 | Esteban Martín, Fernando     | PP      |
| 1995-1999 | Esteban Martín, Fernando     | PP      |
| 1999-2003 | Esteban Martín, Fernando     | PP      |
| 2003-2007 | María del Carmen Vives Pérez | PP      |
| 2007-2011 | María del Carmen Vives Pérez | PP      |
| 2011-2015 | María del Carmen Vives Pérez | PP      |
| 2015-2019 | María del Carmen Vives Pérez | PP      |
| 2019-2023 | María del Carmen Vives Pérez | PP      |

## Demografía
Pavías cuenta con una población de 73 habitantes (INE 2024).
| Gráfica de evolución demográfica de Pavías entre 1842 y 2021                                                        |
| |
| Población de derecho según los censos de población del INE Población de hecho según los censos de población del INE |

| 1900 | 1910 | 1920 | 1930 | 1940 | 1950 | 1960 | 1970 | 1981 | 1991 | 2000 | 2005 | 2007 |
| ---- | ---- | ---- | ---- | ---- | ---- | ---- | ---- | ---- | ---- | ---- | ---- | ---- |
| 508  | 393  | 264  | 265  | 243  | 218  | 152  | 104  | 86   | 65   | 61   | 60   | 60   |

## Economía
La economía de la localidad se basa en la agricultura de secano, destacando cultivos como el olivo, el almendro o las cerezas.

## Monumentos

### Monumentos religiosos
- Iglesia de Santa Catalina.
- Ermita de la Cueva Santa.

## Cultura
- Museo etnológico y de usos y costumbres.
- Asociación cultural ARTEA.

## Gastronomía
Es la típica de la comarca, destacando la Olla Paviana Archivado el 15 de marzo de 2005 en Wayback Machine. o el arroz al horno. Entre los postres los más destacados son el Mostillo o los Congretes de San Antonio

## Fiestas
- San Antón. Esta fiesta se celebra el 16 y 17 de enero en conmemoración de San Antonio Abad, el Patrón de los animales. Entre los diversos actos que se celebran destaca la subasta de Congretes, se trata de una pasta típica de esta localidad y que se elabora ex profeso para esta fiesta
- San Isidro. La celebración tiene lugar el 15 de mayo, está considerada como fiesta de la Primavera.
- Las fiestas patronales en honor de la Virgen de Agosto se celebran a mediados de dicho mes. Entrada de vaquillas y toro embolado, música o juegos se organizan durante las mismas.
- Festividad de la Virgen de la Soledad. El día 18 de agosto se celebra esta fiesta con misa solemne y procesión general por el pueblo al anochecer.
- Santa Catalina. Se celebra el 25 de noviembre como el colofón de todas las demás.
- Fiesta Celtíbera . Se celebra el 1 de mayo . Es todo un día en que la gente se disfraza de pueblerinos de la época. Hay algunos talleres como: el de escritura celtíbera, el de hacer collares, el de hacer pulseras,  un taller en que te enseñan algunos utensilios de batalla de la época... ; y como no algunas tiendas en que puedes comprar desde comida hasta jabones y aceites para el cuerpo, así como actuaciones de grupos de música celta y folk.

## Accesos
La manera más sencilla de llegar es a través de la autopista A-23 de Sagunto a Somport hasta las cercanías de Jérica donde se enlaza con la CV-195 en dirección a Caudiel, al final de la travesía de Caudiel hay que desviarse a la derecha para coger la CV-203, a unos 12 km se encuentra Pavías. El pueblo se encuentra a 83,7 km de Valencia y 53,6 km de Castellón de la Plana.